# Suzuki B-King
In 2007 bracht Suzuki de B-King op de markt. Deze motorfiets valt in de categorie streetfighter en is afgeleid van de Suzuki GSR-klasse. De B-King wordt aangedreven door een vloeistofgekoelde vier-in-lijnmotor van 1340 cc. Deze motor vinden we eveneens in de GSX 1300 R uit 2008, beter bekend als de Hayabusa.

## Ontwikkeling B-King
In 2001 werd op de Tokyo Motorbeurs een conceptmodel getoond van de Suzuki B-King. Dit model was destijds zeer verrassend en vooruitstrevend door zijn stoere uiterlijk. Ook in Nederland was hij te zien op de Motorbeurs Utrecht van 2002. Lange tijd is de B-King een concept gebleven. In 2007 werd tijdens de Motorshow in Rome toch de productieversie gepresenteerd. De B-King is uiteindelijk nagenoeg ongewijzigd aan het conceptmodel op de markt gebracht.

## Streetfighterklasse
De B-King is geclassificeerd als een fiets in de streetfighter- c.q. naked-bikeklasse. De B-King beschikt over zeer geavanceerde techniek maar ook over een zeer afwijkende styling. Met zijn brede schouders en enorme dempers maakt hij een imposante en agressieve indruk.
Vergelijkbare modellen zijn de Yamaha MT-01 en Yamaha V-Max. In 2009 heeft Suzuki de Extreme-versie op de markt gebracht. Deze Extreme is voorzien van ABS, carbondelen, onderkuip, Bodis-demper, speciaal streetfighter-stuur etc. De B-King Extreme staat erom bekend dat voor weinig geld dusdanig getuned kan worden dat 330 kilometer per uur met een koppel van continu boven de 140 newtonmeter haalbaar is.

## Specificaties
|                      | 2008 | |
| -------------------- | --- | --- |
| Motor                | 1340 cc, viertakt, viercilinder, vloeistof gekoeld, DOHC, 16-valve, TSCC                                              | |
| Boringslag           | 81,0 × 65,0 mm | |
| Compressieverhouding | 12,5:1 | |
| Vermogen             | 184 pk | |
| Koppel               | 146 Nm | |
| Brandstofsysteem     | Suzuki Dual Throttle Valve Fuel Injection                                                                             | |
| Smering              | Wet sump met koeler                                                                                                   | Wet sump met koeler                                                                                                   |
| Ontsteking           | Digitaal/transistor                                                                                                   | Digitaal/transistor                                                                                                   |
| Transmissie          | 6 versnellingen, natte meerplaatskoppeling met clutch assist                                                          | |
| Totale lengte        | 2220 mm | |
| Totale breedte       | 800 mm | 800 mm |
| Totale hoogte        | 1085 mm | |
| Zithoogte            | 800 mm | 800 mm |
| Grondspeling         | 135 mm | 135 mm |
| Wielbasis            | 1525 mm | 1525 mm |
| Drooggewicht         | 235 kg / 239 kg (ABS)                                                                                                 | |
| Voorvering           | Omgekeerde telescoop, spiraalveer, volledig verstelbare voorspanning                                                  | |
| Achtervering         | Link-type, gas/oliegedempt, volledig verstelbare veervoorspanning, in 22 standen verstelbare in- en uitgaande demping | Link-type, gas/oliegedempt, volledig verstelbare veervoorspanning, in 22 standen verstelbare in- en uitgaande demping |
| Remmen voor          | Dubbel, 4 zuigers, radiaal hydraulisch geremde schijf                                                                 | |
| Remmen achter        | Enkele hydraulisch geremde schijf                                                                                     | Enkele hydraulisch geremde schijf                                                                                     |
| Banden voor          | 120/70-ZR-17 | |
| Banden achter        | 200/50-ZR-17 | |
| Brandstoftank inhoud | 16,5 l | 16,5 l |
| Uitlaat              | 4-2-1-2 Dubbele uitlaat met katalysator                                                                               | 4-2-1-2 Dubbele uitlaat met katalysator                                                                               |
| Kleuren              | 2008: Zilver, Zwart                                                                                                   | |